# Star 1466
A Star 1466 egy háromtengelyes összkerék meghajtású terepjáró tehergépkocsi, melyet a lengyel hadsereg használ. A Star Trucks (később MAN Star Trucks & Buses) által gyártott tehergépkocsit a 2000-ben gyártásból kivont Star 266-os kiváltására tervezték. A tehergépkocsit 2001 és 2006 között gyártották az újabb Star 1444 bevezetéséig.
Az először 1999-ben bemutatott teherautó az MAN alkatrészeit használta, mint például a vezetőfülke és a motor. Ugyanebben az évben a MAN lett a Star Trucks tulajdonosa. A MAN azon politikájának eredményeként, hogy a tehergépkocsi-gyártást a Steyr-gyárban összpontosítja, 2006-ban úgy döntöttek, hogy leállítják a tehergépkocsi-gyártást Starachowicében, így a lengyel tervezésű Star 1466 gyártása is abbamaradt.
A Star 1466 teherbírása 6000 kg. A jármű legfeljebb 8500 kg tömegű pótkocsit vontathat.
Ez az általános célú tehergépkocsi MAN L2000 fülkével van felszerelve, amely kereskedelmi kivitelen alapul. Három fülkeváltozat áll rendelkezésre, beleértve  meghosszabbított és  hálófülkével felszerelt is.
Az alapfelszereltségű csapat- és teherszállító karosszéria levehető oldalfalakkal és hátsó ajtóval van felszerelve. Egyes modellekbe lehajtható csapatüléseket szereltek. A teherszállító karosszéria ponyvával és levehető ívekkel borított. Egyéb karosszériaváltozatok is rendelkezésre állnak, beleértve a tartálykocsit, a műszaki segítségnyújtó járművet, a Krab önjáró löveg lőszer-utántöltő járművet. Egy másik változat a Hibernit teherautó, amely páncélozott vezetőfülkével van felszerelve, és 23 mm-es, kétcsövű légvédelmi ágyút hordoz. Ezeket a járműveket az iraki és afganisztáni békefenntartó műveletek során használták.
A lengyel hadsereg csak kis mennyiséget rendelt ezekből a teherautókból, 2000–2007 között 75 darabot szállítottak le.
150 darabot Jemenbe adtak el a Star 266 szerződés részeként.

## Fordítás
- Ez a szócikk részben vagy egészben  a   Star 1466 című angol Wikipédia-szócikk ezen változatának fordításán alapul.  Az eredeti cikk szerkesztőit annak laptörténete sorolja fel. Ez a jelzés csupán a megfogalmazás eredetét és a szerzői jogokat jelzi, nem szolgál a cikkben szereplő információk forrásmegjelöléseként.